# Santa Clara, Misantla
Santa Clara är en ort i Mexiko.   Den ligger i kommunen Misantla och delstaten Veracruz, i den sydöstra delen av landet, 240 km öster om huvudstaden Mexico City. Santa Clara ligger 37 meter över havet och antalet invånare är 273.
Terrängen runt Santa Clara är kuperad åt sydost, men åt nordväst är den platt. Runt Santa Clara är det ganska tätbefolkat, med 144 invånare per kvadratkilometer. Närmaste större samhälle är Martínez de la Torre, 18,9 km väster om Santa Clara. Omgivningarna runt Santa Clara är en mosaik av jordbruksmark och naturlig växtlighet.